# Élections législatives de 1877 dans la Haute-Vienne
Les élections législatives de 1877 ont eu lieu les 14 octobre et 28 octobre.

## Résultats à l'échelle du département
| Partis         | Partis                            | Premier tour | Premier tour | Sièges |
| Partis         | Partis                            | Voix         | %            | Sièges |
| -------------- | --------------------------------- | ------------ | ------------ | ------ |
|                | Gauche républicaine, Républicains | 21 385       | 34,53        | 3      |
|                | Bonapartistes                     | 17 088       | 27,59        | 1      |
|                | Extrême-gauche                    | 11 368       | 18,36        | 1      |
|                | Centre gauche                     | 7 191        | 11,61        | 0      |
|                | Légitimistes                      | 4 356        | 7,03         | 0      |
|                | Orléaniste                        | 541          | 0,87         | 0      |
|                |                                   |              |              |        |
| Inscrits       | Inscrits                          | 88 915       | 100,00       | 5      |
| Votants        |                                   |              |              |        |
| Abstentions    |                                   |              |              |        |
| Blancs et nuls |                                   |              |              |        |
| Exprimés       | Exprimés                          | 61 929       |              |        |

## Résultats par arrondissement

### Arrondissement de Bellac
| Candidats      | Candidats          | Étiquette      | Premier tour, | Premier tour, |
| Candidats      | Candidats          | Étiquette      | Voix          | %             |
| -------------- | ------------------ | -------------- | ------------- | ------------- |
|                | Albert Lezaud      | Bonapartiste   | 8 092         | 52,95         |
|                | Théodore Lavignère | Centre gauche  | 7 191         | 47,05         |
|                |                    |                |               |               |
| Inscrits       | Inscrits           | Inscrits       | 22 441        | 100,00        |
| Votants        | Votants            | Votants        | 15 336        | 68,34         |
| Abstention     | Abstention         | Abstention     | 7 105         | 31,66         |
| Blancs et nuls | Blancs et nuls     | Blancs et nuls | 53            | 0,35          |
| Exprimés       | Exprimés           | Exprimés       | 15 283        | 99,65         |

### Arrondissement de Limoges

#### 1recirconscription
| Candidats      | Candidats      | Étiquette      | Premier tour | Premier tour |
| Candidats      | Candidats      | Étiquette      | Voix         | %            |
| -------------- | -------------- | -------------- | ------------ | ------------ |
|                | Georges Périn  | Extrême-gauche | 11 368       | 82,29        |
|                | De Lesterpt    | Bonapartiste   | 2 446        | 17,71        |
|                |                |                |              |              |
| Inscrits       | Inscrits       | Inscrits       | 18 953       | 100,00       |
| Votants        | Votants        | Votants        | 13 888       | 73,28        |
| Abstention     | Abstention     | Abstention     | 5 065        | 26,72        |
| Blancs et nuls | Blancs et nuls | Blancs et nuls | 74           | 0,53         |
| Exprimés       | Exprimés       | Exprimés       | 13 814       | 99,47        |

#### 2ecirconscription
| Candidats      | Candidats            | Étiquette           | Premier tour | Premier tour |
| Candidats      | Candidats            | Étiquette           | Voix         | %            |
| -------------- | -------------------- | ------------------- | ------------ | ------------ |
|                | Jean-Baptiste Ninard | Gauche républicaine | 10 024       | 70,30        |
|                | Brousseaud           | Bonapartiste        | 3 693        | 25,90        |
|                | de Peyramont         | Orléaniste          | 541          | 3,79         |
|                |                      |                     |              |              |
| Inscrits       | Inscrits             | Inscrits            | 19 909       | 100,00       |
| Votants        | Votants              | Votants             | 14 433       | 72,49        |
| Abstention     | Abstention           | Abstention          | 5 476        | 27,51        |
| Blancs et nuls | Blancs et nuls       | Blancs et nuls      | 175          | 1,21         |
| Exprimés       | Exprimés             | Exprimés            | 14 258       | 98,79        |

### Arrondissement de Rochechouart
| Candidats      | Candidats        | Étiquette           | Premier tour | Premier tour |
| Candidats      | Candidats        | Étiquette           | Voix         | %            |
| -------------- | ---------------- | ------------------- | ------------ | ------------ |
|                | Louis-Paul Codet | Gauche républicaine | 5 555        | 56,05        |
|                | Tenant           | Légitimiste         | 4 356        | 43,95        |
|                |                  |                     |              |              |
| Inscrits       | Inscrits         | Inscrits            | 13 168       | 100,00       |
| Votants        | Votants          | Votants             | 9 963        | 75,66        |
| Abstention     | Abstention       | Abstention          | 3 205        | 24,34        |
| Blancs et nuls | Blancs et nuls   | Blancs et nuls      | 52           | 0,52         |
| Exprimés       | Exprimés         | Exprimés            | 9 911        | 99,48        |

### Arrondissement de Saint-Yrieix
| Candidats      | Candidats     | Étiquette           | Premier tour | Premier tour |
| Candidats      | Candidats     | Étiquette           | Voix         | %            |
| -------------- | ------------- | ------------------- | ------------ | ------------ |
|                | Antoine Baury | Gauche républicaine | 5 806        | 67,02        |
|                | Lensaud       | Bonapartiste        | 2 857        | 32,98        |
|                |               |                     |              |              |
| Inscrits       | Inscrits      | Inscrits            | 14 444       | 100,00       |
| Votants        |               |                     |              |              |
| Abstention     |               |                     |              |              |
| Blancs et nuls |               |                     |              |              |
| Exprimés       | Exprimés      | Exprimés            | 8 663        |              |